# Kyle Kuzma
Kyle Alexander Kuzma (* 24. Juli 1995 in Flint, Michigan) ist ein US-amerikanischer Basketballspieler, der seit 2025 bei den Milwaukee Bucks in der NBA unter Vertrag steht. Nachdem er drei Jahre College-Basketball für die University of Utah gespielt hatte, wurde er im NBA-Draft 2017 von den Brooklyn Nets ausgewählt und im Anschluss zu den Lakers transferiert.

## Jugend
Kuzma wurde in der US-amerikanischen Industriestadt Flint im Bundesstaat Michigan geboren und wuchs in armen Verhältnissen auf. Nach seinem Abschluss an der Bentley High School schrieb er sich 2013 an der University of Utah ein, durfte jedoch seine Ausbildung erst ein Jahr später beginnen, da er sich zu spät beworben hatte.
Für seine Spielweise hat sich Kuzma laut eigener Aussage den mehrfachen NBA-Champion Draymond Green zum Vorbild genommen, der wie er aus Michigan stammt und vornehmlich als Power Forward eingesetzt wird. Außerdem bezeichnete er sich als großer Fan von NBA-Superstar LeBron James.

## Karriere

### College
Von 2014 bis 2017 spielte Kuzma College-Basketball für die Utes, das Team der University of Utah. In seinem zweiten und dritten Jahr erzielte er dabei durchschnittlich über 10 Punkte pro Spiel und etablierte sich in der NCAA. 2017 wurde er in das All-Pac-12 First Team berufen, eine College-Auszeichnung, die vor ihm schon spätere NBA-Stars wie James Harden oder Brook Lopez erhalten hatten.
Nach Abschluss der NCAA-Saison 2016/17 verkündete Kuzma, sein letztes College-Jahr zu überspringen und sich zum NBA-Draft 2017 anzumelden. Dort wurde er schließlich an 27. Stelle von den Brooklyn Nets ausgewählt und wechselte noch am selben Abend zusammen mit Brook Lopez zu den Los Angeles Lakers.

### NBA

#### Los Angeles Lakers (2017–2021)
Kuzma bestritt seine ersten Spiele für die Lakers in der NBA Summer League 2017. Er kam in sieben von acht Spielen zum Einsatz und stand in sechs davon in der Starting Five. Dabei erzielte er im Schnitt über 20 Punkte pro Spiel und wurde im Anschluss zum MVP des Turniers gewählt.
Kuzma spielte eine überraschend gute NBA-Debütsaison für einen Spieler, der erst spät im Draft ausgewählt wurde. Im Oktober/November wurde er zum Western Conference Rookie of the Month gewählt. Am 20. Dezember 2017 gelang Kuzma beim 122:116-Sieg über die Houston Rockets eine Karriere-Bestleistung von 38 Punkten.
Die Saison beendete er mit 16,1 Punkten und 6,3 Rebounds pro Spiel und wurde mit einer Wahl ins NBA All-Rookie First Team belohnt. Beim NBA All-Star Weekend Rookie Challenge 2019 führte Kuzma die US-Auswahl über die Weltauswahl mit 35 Punkten zum Sieg und wurde anschließend als MVP des Spiels ausgezeichnet.

#### Washington Wizards (2021–2025)
Im Zuge eines Blockbuster-Trades um Point Guard Russell Westbrook wurde Kyle Kuzma mit Kentavious Caldwell-Pope und Montrezl Harrell im September 2021 zu den Washington Wizards getradet.

## Karriere-Statistiken

### NBA

#### Reguläre Saison
| Saison  | Team        | GP  | GS  | MPG  | FG % | 3P % | FT % | RPG | APG | SPG | BPG | PPG  |
| ------- | ----------- | --- | --- | ---- | ---- | ---- | ---- | --- | --- | --- | --- | ---- |
| 2017–18 | L.A. Lakers | 77  | 37  | 31.2 | .450 | .366 | .707 | 6.3 | 1.8 | 0.6 | 0.4 | 16.1 |
| 2018–19 | L.A. Lakers | 70  | 68  | 33.1 | .456 | .303 | .752 | 5.5 | 2.5 | 0.6 | 0.4 | 18.7 |
| 2019–20 | L.A. Lakers | 61  | 9   | 25.0 | .436 | .316 | .735 | 4.5 | 1.3 | 0.5 | 0.4 | 12.8 |
| 2020–21 | L.A. Lakers | 68  | 32  | 28.7 | .443 | .361 | .691 | 6.1 | 1.9 | 0.5 | 0.6 | 12.9 |
| 2021–22 | Washington  | 66  | 66  | 33.4 | .452 | .341 | .712 | 8.5 | 3.5 | 0.6 | 0.9 | 17.1 |
| 2022–23 | Washington  | 64  | 64  | 35.0 | .448 | .333 | .730 | 7.2 | 3.7 | 0.6 | 0.5 | 21.2 |
| 2023–24 | Washington  | 70  | 70  | 32.6 | .463 | .336 | .775 | 6.6 | 4.2 | 0.5 | 0.7 | 22.2 |
| Gesamt  | Gesamt      | 476 | 346 | 31.3 | .451 | .337 | .733 | 6.4 | 2.7 | 0.6 | 0.6 | 17.3 |

#### Play-offs
| Saison  | Team        | GP | GS | MPG  | FG % | 3P % | FT % | RPG | APG | SPG | BPG | PPG  |
| ------- | ----------- | -- | -- | ---- | ---- | ---- | ---- | --- | --- | --- | --- | ---- |
| 2019–20 | L.A. Lakers | 21 | 0  | 23.0 | .430 | .313 | .784 | 3.1 | 0.8 | 0.3 | 0.3 | 10.0 |
| 2020–21 | L.A. Lakers | 6  | 0  | 21.6 | .292 | .174 | .667 | 3.8 | 1.2 | 0.3 | 0.2 | 6.3  |
| Gesamt  | Gesamt      | 27 | 0  | 22.7 | .401 | .283 | .761 | 3.3 | 0.9 | 0.3 | 0.3 | 9.1  |